# Theridion maculiferum
Theridion maculiferum är en spindelart som beskrevs av Roewer 1942. Theridion maculiferum ingår i släktet Theridion och familjen klotspindlar. Inga underarter finns listade i Catalogue of Life.